# Chrudimský seniorát
Chrudimský seniorát je seniorát Českobratrské církve evangelické, zahrnuje evangelické sbory z části východních Čech.
V jeho čele stojí senior David Najbrt, farář v Lanškrouně, a seniorátní kurátorka Radka Zázvorková a jejich náměstci Benjamin Kučera a Jaromír Drda.
Rozloha seniorátu je 3338 km², zahrnuje 24 sborů, které mají dohromady 4643 členů (k 5. 10. 2022).

## Seznam seniorů
1. János Breznay (1784 – 1788, farář v Sloupnici)
2. Péter Molnár (1800 – 1806, farář v Proseči)
3. Jiří Opočenský (1824 – 1829, farář v Klášteře)
4. Josef Nešpor (1829 – 1837, farář v Močovicích)
5. Karel Nagy (1838 – 1839, farář v Dvakačovicích)
6. Antonín Košut (1840 – 1867, farář v Krouně)
7. Jiří Čížek (1867 – 1879, farář v Sloupnici)
8. Josef M. Esterák (1879 – 1891, farář v Dvakačovicích)
9. Richard Novák (1892 – 1914, farář v Chocni)
10. Josef Nešpor (1914 – 1928, farář v Chrudimi)
11. Rudolf Medek (1928 – 1940, farář v Bučině)
12. Jan Řezníček (1941 – 1952, farář v Chocni)
13. František Dobiáš (1953 – 1963, farář v Semtěši)
14. Zdeněk Kubíček (1963 – 1973, farář v Litomyšli)
15. Bedřich B. Bašus (1973 – 1978, farář v Chocni)
16. Miloslav Dobrkovský (1979 – 1985, farář v České Třebové)
17. Jaroslav Gregor (1985 – 1997, farář v Chrudimi)
18. Miloš Hübner (199] – 2015, farář v Trnávce)
19. Jakub Keller (2015 – 2024, farář v Horní Čermné)
20. David Najbrt (2024 - dosud), farář v Lanškrouně